# Марьино (Симферополь)
Ма́рьино (укр. Мар'їне, крымскотат. Maryino, Марьино) — микрорайон города Симферополя, расположившийся на юге города, по правой стороне дороги на Алушту. Относится к Киевскому району Симферополя.

## История
Марьино впервые встречается в «Списке населённых мест Таврической губернии по сведениям 1864 года» по результатам VIII ревизии 1864 года, как частный хутор по дороге на Алушту, с 4 дворами, 22 жителями при реке Салгире. По Статистическому справочнику Таврической губернии. Ч.II-я. Статистический очерк, выпуск шестой Симферопольский уезд, 1915 год, в Подгородне-Петровской волости Симферопольского уезда числились два хутора Марьина М. Ф. Брунса, по 1 двору, оба без населения. Согласно списку 1915 года «…русских подданных из австрийских, венгерских или германских выходцев» землевладельцев, опубликованном в газете «Таврические губернские ведомости» в апреле 1915 года, при деревне Марьино значится жена поселянина Вейс Екатерина Ивановна, имевшая 533 квадратных саженей усадебной земли.
После установления в Крыму Советской власти, по постановлению Крымревкома от 8 января 1921 года была упразднена волостная система и село включили в состав вновь созданного Подгородне-Петровского района Симферопольского уезда, а в 1922 году уезды получили название округов. 11 октября 1923 года, согласно постановлению ВЦИК, в административное деление Крымской АССР были внесены изменения, в результате которых был ликвидирован Подгородне-Петровский район и образован Симферопольский и село включили в его состав. Согласно Списку населённых пунктов Крымской АССР по Всесоюзной переписи 17 декабря 1926 года, в селе Марьино, Подгородне-Петровского сельсовета Симферопольского района, числилось 42 двора, из них 32 крестьянских, население составляло 176 человек, из них 120 русских, 10 немцев, 19 украинцев, 21 татарин, 3 эстонца, 1 белорус, 1 еврей, 1 записан в графе «прочие», действовала русская школа. Время включения села в городскую черту — 1959 год.

## Транспорт
Транспортное сообщение в Марьино представлено тремя видами транспортами, троллейбусы,автобусы и маршрутные такси связывают микрорайон с разными частями города. Через микрорайон проходит самая длинная в мире троллейбусная трасса Симферополь — Алушта — Ялта.
Троллейбус: 7 октября 1959 года в Марьино было открыто троллейбусное сообщение, впоследствии троллейбусы связали микрорайон с отдалёнными частями Симферополя. Действующие маршруты: 4,6,15,16,21,23А,51,52.
Автобус:Во времена СССР автобусное сообщение в Марьино не планировалось, так как в микрорайон был связан троллейбусным сообщением. В 90-х годах обсуждались планы запусков автобусных маршрутов, но в начале 2000-х автобусный парк был закрыт, и планы стали не осуществимы. 26 июля 2016 года в Марьино был запущен первый автобус № 49 Марьино — Аэрофлотский. В октябре 2016 года через микрорайон был запущен транзитный маршрут № 65 Украинка — Железнодорожный вокзал. Действующие маршруты: 49,65,154.
Маршрутка: движение маршрутных такси в Марьино появилось в середине 90-х, маршруты соединили микрорайон с отдалёнными частями Симферополя. Действующие маршруты: 27,41,54,60,63,64,65,85,88,136,142,154.